# Iliopsoas

M. iliopsoas. Notera att m. psoas minor inte finns med på bilden, men löper bredvid m. psoas major.

Iliopsoas (latin: musculus iliopsoas), höftböjen, är en djup muskel i buken som böjer och utåtroterar höftleden, samt böjer ryggraden (columna vertebralis). Iliopsoas är ett samlingsnamn av tre intilliggande muskler med liknande funktion. Dessa utgörs av: M. iliacus, M. psoas major och M. psoas minor.
Musklerna utgår ungefär från mitten av ryggen, i höjd med thorakalkota 12 från kotpelaren och löper sedan på insidan av bukhålan för att fästa på lårbenet (os femoris). Mer exakt fäster iliopsoas till trochanter minor, ett taggutskott på femur. M. psoas minor fäster dock till emenentia iliopubica. 
M. psoas major utgör innerfilén på många slaktdjur.